# Myriotrema granulosum
Myriotrema granulosum är en lavart som först beskrevs av William Allport Leighton och fick sitt nu gällande namn av Hale 1980. 
Myriotrema granulosum ingår i släktet Myriotrema och familjen Thelotremataceae.   Inga underarter finns listade i Catalogue of Life.